# Рустър Когбърн
„Рустър Когбърн“ (на английски: Rooster Cogburn) е американски уестърн на режисьора Стюарт Милър, който излиза на екран през 1975 година, с учасието на Джон Уейн и Катрин Хепбърн.

## Сюжет
Малко селище в индианските територии се управлява от пастор Гуднайт и дъщеря му Юла. Един ден пристигат пияни бандити, които насилват и избиват голяма част от хората, включително бащата на Юла. Един непреклонен щатски шериф, който също обича да си попийва, е вече по следите им, за това, че са избили военен ескорт и са отмъкнали каруца с нитроглицерин. Г-ца Юла се присъединява към него, въпреки нежеланието му, като взема със себе си и едно оцеляло в клането индианско момче. Съдията е обещал на Когбърн да сформира помощна потеря, но лютият шериф не желае да чака неопределено време и странната дружина от трима души, ще трябва някак да се пребори с шайката бандити.

## В ролите
| Актьор           | Роля                 |
| ---------------- | -------------------- |
| Джон Уейн        | Рустър Когбърн       |
| Катрин Хепбърн   | Юла                  |
| Антъни Зербе     | Брийд                |
| Ричард Джордан   | Хоук                 |
| Джон Макинтайър  | Съдия Паркър         |
| Ричард Романчито | Улф                  |
| Пол Косло        | Люк                  |
| Джак Колвин      | Ред                  |
| Стродър Мартин   | Шанхай Маккой        |
| Томи Лий         | Чен Лий              |
| Джон Лормър      | преп. Джордж Гуднайт |